# 玉鏡新譚

《玉鏡新譚》，明人朱長祚撰，專記魏忠賢事，共10卷，凡32類，是一本紀事本末體小說。

## 內容主旨
《玉鏡新譚》詳細記載魏忠賢及其魏黨與東林黨之間的恩恩怨怨，從魏忠賢發跡、堀起、權傾天下寫到其瞬間敗亡的經過。《玉鏡新譚》稱魏忠賢「形質豐偉，言辭佞利」，擅長唱歌、奏樂、下棋、踢球，甚得熹宗歡喜。在魏黨權傾天下時，魏忠贤六十大寿，“天下督抚、总镇竞投密献、异宝、谀词。廷臣自三公、九卿……称觞者，衣紫拖金，填街塞户。金卮玉斝，镌姓雕名，锦屏绣障，称功颂德”。本書更兼及客氏，為研究晚明史的重要史料。